# Volker Zerbe
Volker Zerbe, född 30 juni 1968 i Lemgo, är en tysk tidigare handbollsspelare (högernia). Han är 2,11 meter lång och vänsterhänt. Från 1987 till 2004 spelade han 284 landskamper och gjorde 777 mål för Västtysklands/Tysklands landslag.
Han ingick i det tyska lag som tog OS-silver 2004 i Aten.

## Klubbar
- TBV Lemgo (1986–2006)

## Meriter
Med klubblag
- Tysk mästare: 1997 och 2003
- Tysk cupmästare: 1995, 1997 och 2002
- Cupvinnarcupmästare 1996

Med landslaget
- EM-silver 2002
- VM-silver 2003
- EM-guld 2004
- OS-silver 2004